# Глазачево (Кувшиновский район)
Глазачево — деревня в Кувшиновском районе Тверской области России. Относится к Большекузнечковскому сельскому поселению.
Находится к северо-востоку от Кувшиново, в 2,5 км к югу от деревни Ново.
По переписи 2002 года постоянного населения нет. В деревне осталось меньше 10 домов.
В 1997 году числилось 1 хозяйство, 1 житель.

## История
Во второй половине XIX — начале XX века деревня Глазачево входила в Бараньегорскую волость Новоторжского уезда Тверской губернии. В 1884 году — 58 дворов, 283 жителя.
В 1940 году Глазачево в составе Новского сельсовета Каменского района Калининской области.